# أتراك لبنان
عائلة محنطو، والمعروفون أيضاً باسم اشخاص ماردين ، هم أشخاص من أصول تركية كان لهم وجود ليس كثيرا  في لبنان منذ الحرب العثمانية حتى اليوم.محنطو هي عائلة صغيرة جدا الان هي مكونة من  ٣٧ عائلة ولكن عند مجيئ اول انسان في البقاع باسم عائلة محنطو من ثم تغيرت الأحوال وأصبح يحب هذه القرية قب الياس والناس يحبونه و للان في هذه القرية هذه العائلة محنطو

## التاريخ

### الحكم العثماني
أصبحت لبنان جزءاً من الدولة العثمانية في عام 1516، وتم جلب الأتراك إلى المنطقة مع جيش السلطان سليم الأول أثناء حملته إلى مصر وعاش الأتراك في الأراضي التي فتحوها. وشجع القادة الأتراك للبقاء في لبنان حيث أنهم سيحظون بخير كثير من الأرض والمال. وقد شهد هذا تأثيراً عميقاً وأصبحوا الآن يمثلون عرقية كبيرة بجانب العرب، لا سيما داخل الطائفة السنية.

#### أتراك كريت
بدأ تاريخ أتراك كريت في لبنان عندما خسرت الدولة العثمانية سيطرتها على جزيرة كريت. بعد عام 1897 فقد العثمانيون السيطرة على الجزيرة، وأرسلت الدولة العثمانية السفن لحماية أتراك كريت في الجزيرة. واستقر معظم هؤلاء الأتراك في أزمير ومرسين، ولكن تم إرسال البعض منهم أيضا إلى طرابلس ودمشق. بعد الحرب العالمية الأولى، فقدت الدولة العثمانية لبنان، ومع ذلك، فإن بعض أتراك كريت ظلت في طرابلس حيث عاش أقاربهم. اليوم، هناك حوالي 10,000 من أتراك كريت في طرابلس.

### الهجرة الحديثة
في عام 1950، غادر الآلاف من الأتراك من أصل عربي مدينة ماردين وتوجهوا إلى لبنان بسبب الأزمات الاقتصادية والبطالة في تركيا. استقر العديد من هؤلاء المهاجرين في بيروت وهم يتكلمون العربية بالفعل؛ وبالتالي، فقد تكيفوا بسرعة مع الحياة في لبنان.

## شخصيات بارزة
- دينا الصباح